# Štír (znamení)

Znamení Štíra

Štír je osmé astrologické znamení zvěrokruhu mající původ v souhvězdí Štíra. V astrologii je Štír považován za negativní (introvertní) znamení. Je také považován za vodní znamení a je jedním ze čtyř pevných znamení. Štír byl podle astrologie ovládán planetou Mars, ale od doby objevení Pluta je za hlavního vládce tohoto znamení považováno toto těleso.[zdroj?] Šipka na spodku znaku představuje jedovatý ocas Štíra.[zdroj?]
V západní astrologii je Slunce v konstelaci Štíra zhruba od 24. října do 22. listopadu. V sideralistické astrologii je v ní zhruba od 13. listopadu do 6. prosince.